# Ronald Edmond Balfour
Ronald Edmond Balfour (1904-Cleve, 1945) was majoor bij het Britse leger. Hij was de eerste van The Monuments Fine Arts and Archives Section (Monuments Men) (MFAA) van de Supreme Headquaters Allied Expeditionary Force die het leven liet tijdens de actie. Over deze speciale legereenheid werd een film, 'The Monuments Men', gemaakt onder regie van hoofdrolspeler George Clooney.

## Militaire loopbaan
Hij was de zoon van luitenant-kolonel Kenneth Robert Balfour en May Eleonor Broadwood. Hij studeerde in Eton en in Cambridge, waar hij lector geschiedenis werd in 1930. In 1939 begon hij zijn legeropleiding en in 1941 werd hij gepromoveerd tot kapitein. Op 1 april 1944 kwam hij onder Geoffrey Webb, hoofd van de sectie Monuments, Fine Arts and Archives van de 21e Legergroep. Balfour arriveerde in Frankrijk in augustus. Hij omschreef zijn taak als volgt: "Geen enkele generatie staat op zich of wordt gevormd door enkel haar eigen prestaties, maar mede ook door wat ze uit het verleden heeft overgeërfd. Als deze dingen worden vernietigd, verliezen we een belangrijk deel van ons verleden". Hij arriveerde in Rouen op 9 september en maakte zijn eerste rapport. Vanuit Rouen voegde hij zich bij het Eerste Canadese leger in België. Zijn eerste post was in Brugge waar de Duitsers juist een grote kunstroof gepleegd hadden met als belangrijkste topstuk Madonna met kind (Michelangelo).  

## Hoogstraten
Van 28 september tot 23 oktober 1944 lag het front voor Hoogstraten. Majoor Balfour wist te voorkomen dat de geallieerden de Sint-Katharinakerk, die door de Duitsers als uitkijkpost werd gebruikt, zouden bombarderen. Ondanks zijn inspanningen bliezen de terugtrekkende Duitsers de kerktoren op toen de geallieerden een omtrekkende beweging maakten.
Balfour bezocht Hoogstraten vier keer om de eerste vaststellingen te doen, waarbij hij telkens belangrijke personen meenam. Hij werkte samen met Max Winders van de Koninklijke Commisie voor Monumenten. Tijdens deze bezoeken ontwikkelde hij een persoonlijke vriendschap met Jozef Lauwerys. Helaas konden zij hun afspraak om elkaar opnieuw te zien niet nakomen, aangezien Balfour op 10 maart 1945 om het leven kwam in Kleve, Duitsland, terwijl hij kunstwerken uit een kerk aan het redden was. Hij werd begraven op het Reichswald Forest War Cemetery.
Uit zijn persoonlijke notities blijkt dat Balfour op 30 september 1944 al een onderhoud had met het hoofdkwartier van het Eerste Canadese Leger over het behoud van de kerk van Hoogstraten. Dit in contrast met de kerk van Rijkevorsel, die door de geallieerden werd verwoest toen zij een Duitse wachtpost ontdekten.

## Persoonlijke inscriptie graf
Go thy way... for God hath already accepted thy works - Eccles.IX.7 

## Nalatenschap
Vijftig jaar na de wederopbouw van de kerk van Hoogstraten werd een tentoonstelling gewijd aan deze militair. In de persoonlijke kapel van de graaf, de bidkapel in de Sint-Katharinakerk hangt een foto van majoor R.E. Balfour ter zijner nagedachtenis. Hij liet een bibliotheek achter van 8000 boeken die hij schonk aan de Universiteit van Cambridge en King's College (Cambridge).